# Сенькін Віталій Андрійович
Віта́лій Андрі́йович Сенькін (нар. 17 жовтня 1956, с. Руч'ї, Архангельська область, РРФСР) — український майстер народної творчості з живопису. Працює у жанрі пейзажу та натюрморту. Заслужений майстер народної творчості України.

## Біографічні відомості
Навчався в ПТУ № 76 м. Ровеньки Луганської області.
Потім служив в армії, навчався в Абрамцівському художньо-промисловому училищі.
Починаючи з 2010 року, Віталій Андрійович бере активну участь в обласному святі народно–ужиткового мистецтва «Рушники мого краю» м. Андрушівка, у міжнародному святі літератури і мистецтва «Лесині джерела» у м. Звягель.
Лауреат IV Обласного фестивалю козацької пісні «Козацька воля» в місті Черняхів, неодноразовий учасник обласного свята «Майстерний червень», а також обласного свята «Рушники мого краю».
Провів 9 персональних виставок у місті Житомир, учасник обласних виставок у Будинку художника на вулиці Театральна, м. Житомир.
Проживає у селі Зарічани Житомирського району Житомирської області.

## Творчий доробок
Серед найкращих робіт майстра: «Циганка погадай» (2015), «Портрет В. Высоцкого» (2016).
Морські пейзажі: «Восход» (2016), «Кримський берег» (2017), «О чём шумит морской прибой» (2017), «Регата» (2017).
Натюрморти: «Пионы» (2015), «Сирень» (2014), «Девочка осень» (2014).